# Rainier (Washington)
Rainier je město v okrese Thurston v americkém státě Washington. První budovou na jeho území byla v 70. letech 19. století železniční stanice, permanentního osídlení se Rainier dočkal v roce 1890 a začlenění v roce 1947. V roce 2010 měl 1 794 obyvatel.

## Historie
Rainier začal svou existenci jako železniční stanice na trati společnosti Northern Pacific Railroad mezi městy Tacoma a Kalama. Nachází se na prériích zvaných místními indiánskými kmeny ten al quelth a nabízí výhledy na Mount Rainier, po které byl pojmenován. V roce 1890 se zdejšími prvními stálými osadníky stali Albert a Maria Gehrkeovi. Ve stejném roce získalo město svou poštovní pobočku a o rok později městský plán.
V roce 1896 postavil Albert Gehrke se svými bratry Theodorem a Paulem první kostel a školu, ze které je nyní státní historická památka.
Roku 1906 zde byla založena dřevařská společnost Bob White Lumber Company, která zlepšila místní ekonomiku prostřednictvím těžby dřeva a jeho pilařského zpracování. Brzy se do města uchýlily další dřevařské společnosti jako Deschutes, Gruber and Docherty nebo Fir Tree. Na přelomu 20. a 30. let byly některé z pilařských závodů a mnoho městských budov zničeny sérií požárů, což vedlo k přestupu mnoha obyvatel k pilařskému závodu společnosti Weyerhaeuser v nedalekém Vailu, který je nyní městem duchů.
V roce 1940 žilo ve městě 500 obyvatel a o rok později bylo popsáno jako společenské centrum farmářů a dřevorubců z okolí, které kvůli svým zavřeným pilařským závodům a opuštěným domům připomíná dřevařské město duchů. Přesto se roku 1947 dočkalo začlenění.

## Demografie
Z 1 794 obyvatel, kteří zde žili roku 2010, tvořili 91 % běloši a po 1 % Afroameričané a původní obyvatelé. 5 % obyvatelstva bylo hispánského původu.

## Parky a rekreace
Ve městě se nachází celkem 8 akrů městských parků, z nichž nejznámějším je v jeho centru Veterans Memorial Park, pojmenovaný na počest všem bývalým i nynějším vojákům, policistům a požárníkům.
Nedaleký Wilkowksi Park je místem každoročního bluegrassového festivalu Rainier Roundup, který se koná každý čtvrtý víkend v srpnu. Vedle parku prochází Yelm-Tenino Trail, jenž je zpevněnou turistickou a cyklistickou stezkou spojující města Yelm, Rainier a Tenino.

## Vzdělávání
Město obsluhuje školní okresek Rainier, ve kterém se nachází jedna základní škola, jedna prostřední škola a jedna střední škola, kterou je Rainier High School.